# Hellfire: A Journey from Hiroshima
Hellfire: A Journey from Hiroshima è un documentario del 1986 diretto da Michael Camerini, John Junkerman e James MacDonald candidato al premio Oscar al miglior documentario.